# Pczany
Pczany (ukr. Пчани) – wieś na Ukrainie. Należy do rejonu stryjskiego (do 2020 roku do rejonu żydaczowskiego) w obwodzie lwowskim i liczy 663 mieszkańców.
Za II Rzeczypospolitej do 1934 roku wieś stanowiła samodzielną gminę jednostkową w powiecie żydaczowskim w woj. stanisławowskim. W związku z reformą scaleniową została 1 sierpnia 1934 roku włączona do nowo utworzonej wiejskiej gminy zbiorowej gminy Żydaczów w tymże powiecie i województwie. 
W 1944 nacjonaliści ukraińscy z OUN-UPA zamordowali tutaj 14 Polaków.
Po wojnie wieś weszła w struktury administracyjne Związku Radzieckiego.